# Homapoderus isabellinus
Homapoderus isabellinus es una especie de coleóptero de la familia Attelabidae.

## Distribución geográfica
Habita en Congo, Ruanda y República Democrática del Congo.